# Едвард Сендфорд Берджес
Едвард Сендфорд Берджес (англ. Edward Sandford Burgess; 19 січня 1855 – 23 лютого 1928) був американським професором, ботаніком, птеридологом та антропологом.

## Життєпис
Його батьками були Шалон та Емма Берджес. Він одружився з Айрін Гамільтон у 1884 році, і двоє їхніх дітей, Теодор Шалон Берджес (1889–1925) та Сара Джулія Берджес (1887–1942), дожили до дорослого віку, а троє інших – ні.
Він дуже рано зацікавився ботанікою. До шістнадцяти років він проаналізував 280 рослин у своєму природному оточенні. У дев'ятнадцять років він класифікував флору округу Чатоква, опублікувавши її під назвою: The Chautauqua flora: a catalogue of the plants of Chautauqua County, New York, native or naturalized; extending through the cryptogamous plants to the end of the Hepaticae. Ed. Clinton, New York, 1877.
Він навчався у державній нормальній школі Фредонії, яку закінчив у 1875 році. Він викладав ботаніку, латину тощо в кількох школах на Східному узбережжі, зокрема Делаверському літературному інституті у Франкліні, штат Нью-Йорк (1879-80), Центральній середній школі у Вашингтоні, округ Колумбія (1882-1895), Університеті Джонса Гопкінса (1885) та в Літньому інституті Мартиного виноградника з 1881 по 1895 рік.
Він вступив до Колумбійського університету, де отримав ступінь доктора філософії. у 1899 році. І почесний ступінь доктора наук від його альма-матер, Гамільтон-коледжу, у 1904 році.

## Почесні звання
- «Колекції рукописів Берджеса» в Бібліотеці Університету Орегону, який був її першим власником і засновником. Його донька Джулія пожертвувала цей матеріал у 1935 році.

## Окремі публікації
- "The Work of the Torrey Botanical Club". Bull. of the Torrey Bot. Club 27 (1900): 552-8
- "Plant Illustrations in the Middle Ages". Torreya 2 (1902): 60-1
- "History of pre-Clusian botany in its relation to aster". Memoirs of the Torrey Botanical Club 10 (1902): 1-447
- "Aster". En: Flora of the Southeastern United States, J.K. Small (1903)

### Книги
- "Species and variations of Biotian asters, with a discussion of variability in Aster". Memoirs of the Torrey Botanical Club 13 (1906): 1-419
- "A method of teaching economic botany". Memoirs of the Torrey Botanical Club 17 (1918). 52 pp.

## Зовнішні посилання
- Bibliografía del autor